# Plop, Căușeni
Plop este un sat din cadrul comunei Baccealia din raionul Căușeni, Republica Moldova.

## Istoria localitații
Satul Plop a fost menționat documentar în anul 1850.

## Geografie
Satul are o suprafață de circa 0.57 kilometri pătrați, cu un perimetru de 3.73 km. Localitatea se află la distanța de 44 km de orașul Căușeni și la 69 km de Chișinău.

## Demografie

### Structura etnică
Conform datelor recensământului populației din 2004, populația satului constituia 276 de oameni, dintre care 50.00% - bărbați și 50.00% - femei.:
| Grup etnic                                               | Populație | % Procentaj  |
| -------------------------------------------------------- | --------- | ------------ |
| Băștinași declarați Moldoveni Băștinași declarați Români | 270 1     | 97,83% 0,36% |
| Ucraineni                                                | 5         | 1,81%        |
| Total                                                    | 276       |              |